# Microgaster insularis
Microgaster insularis är en stekelart som beskrevs av Karl-Johan Hedqvist 1965. Microgaster insularis ingår i släktet Microgaster och familjen bracksteklar. Inga underarter finns listade i Catalogue of Life.